# Фаншетт, Орели
Орели Фаншетт (фр. Aurélie Fanchette; род. 20 сентября 1997, Виктория, Сейшельские Острова) — сейшельская пловчиха. Участница Летних Олимпийских игр 2012 года.

## Карьера
Орели учится в Международной школе на Сейшельских островах. Она регулярно участвует в соревнованиях по плаванью у себя на Родине. В школе девушки есть два бассейна длинной 25 и 50 метров для занятий любимым видом спорта.
На Чемпионате мира по водным видам спорта 2011 года в Шанхае заняла 35 место на дистанции 200 метров на спине и 48 место на дистанции 200 метром вольным стилем.
На Олимпийских играх 2012 года в Лондоне, возрасте 14 лет, Орели приняла участие на дистанции 200 метров вольным стилем, где заняла последнее, 35 место с временем 2:23.49.